# Henny Eman
Henny Eman, właśc. Jan Hendrik Albert Eman (ur. 20 marca 1948 na Arubie, zm. 6 stycznia 2025 tamże) – arubański polityk. Pierwszy premier tego terytorium od 1 stycznia 1986 do 9 lutego 1989, a następnie od 29 lipca 1994 do 30 października 2001; członek Arubańskiej Partii Ludowej.